# Shane Dawson
Shane Dawson vlastním jménem Shane Lee Yaw (*19. července 1988, Long Beach, Kalifornie, USA) je americký YouTube herec, komik, hudebník a tvůrce videí. Je známý vytvářením humorných videí zahrnujících mnoho opakujících se postav či napodobováním celebrit jako jsou Paris Hilton, Miley Cyrus a Sarah Palin. Vytváří parodie na populární hudbu, videa a televizní pořady. Většinu z jeho hlavních inscenací produkuje Lauren Schnipper, která produkuje řadu dalších videí.
Od srpna 2013 je jeho hlavní YouTube kanál 33. nejvíce odebíraným kanálem. Na jeho druhém kanále na YouTube (109. nejvíce odebíraný) původně publikoval videoblogy. Dále provozuje vlog kanál (98. nejvíce odebíraný). V březnu 2012 se začal věnovat hudební kariéře. Od té doby vydal čtyři singly.

## Osobní život
Shane Dawson v současné době žije v Sherman Oaks v Kalifornii. Čtyři roky chodil s Lisou Schwartz (lisbug na YouTube), rozešli se po tom, co se Shane přiznal k bisexualitě a oba se dohodli, že bude lepší, když si půjdou svou vlastní cestou. Shane v současnosti žije se svým přítelem Rylandem Addamsem, který také vytváří videa na youtube.
Shane má psa Uno, fenku Honey a kocoura Cheeto.